# Il posto che cercavo
Il posto che cercavo è un romanzo di Nicholas Sparks.

## Trama
Jeremy Marsh famoso giornalista del "Scientific American" parte in missione da New York per condurre un'inchiesta sui fenomeni paranormali che si verificano a Boone Creek, tranquilla cittadina del North Carolina. È lì che incontra Lexie Darnell, la libraia del paese: una tipica bellezza del Sud che dietro l'aspetto solare e seducente nasconde i ricordi di un'infanzia dolorosa: orfana di entrambi i genitori, è cresciuta allevata dai nonni materni. Per Jeremy è un colpo di fulmine. Dopo la fine de suo matrimonio con Maria, durato appena due anni, è la prima volta che sente battere forte il cuore semplicemente guardando una donna negli occhi. Scorge in quegli occhi violetti la stessa palpitante emozione, ma ha solo una settimana di tempo per investigare sugli strani fatti che accadono a Boone Creek. Solo una settimana per vincere le paure che Lexie gli confida riguardo a suoi rapporti con gli uomini, dopo una grande passione finita male. Sarà per questa ragione che all'improvviso sparisce senza lasciare tracce? In sua assenza Jeremy è assalito dai dubbi. Sospetta di essere stato preso in giro e non solo per quel che riguarda i suoi sentimenti: Lexie infatti sembra avergli taciuto importanti informazioni riguardanti la sua indagine... È questa dunque la fine della loro storia d'amore appena nata? O forse Lexie ha avuto un motivo ben preciso che l'ha spinta a mettere a tacere questi segreti?